# 原子岩
原子岩（英語：Atom Rock）是南極洲的岩石，位於葛拉漢地的盧貝海岸，處於蘭布勒島東北面0.8公里，根據英國研究隊的測量繪入地圖，現時由南極條約體系管理。